# Верхнетарасовский
Верхнетара́совский — посёлок в Тарасовском районе Ростовской области.
Входит в состав Красновского сельского поселения.

## История
В 1869 году на средства прихожан в посёлке была построена деревянная церковь Тихона Задонского, двухпрестольная.
В 1987 году указом Президиума Верховного Совета РСФСР Посёлку второго отделения Тарасовского зерносовхоза было присвоено наименование Верхнетарасовский.

## Население
| 2010 |
| ---- |
| 365  |

## Улицы
| - ул. Крылова, - ул. Майская, - ул. Молодёжная, - ул. Ростовская, - ул. Садовая, | - ул. Совхозная, - ул. Строителей, - ул. Школьная, - ул. Щорса. |